# Kolno Wałeckie
Kolno Wałeckie – zamknięty w 2004 roku przystanek osobowy a dawniej także ładownia w Kolnie na linii kolejowej nr 416 Wałcz Raduń – Wierzchowo Pomorskie, w województwie zachodniopomorskim.